# Crusade
Crusade är en TV-serie skapad av J. Michael Straczynski som en spinoff-serie till science fiction-serien Babylon 5. Handlingen är förlagd till år 2267, fem år efter händelserna i Babylon 5, och strax efter tv-filmen A Call to Arms. En ras som kallas Drakh har släppt ut ett nanovirus på jorden och med det skapat en pandemi som kommer att utrota allt liv på jorden inom fem år om den inte stoppas. För detta ändamål har skeppet Excalibur sänts ut för att leta efter något som skulle kunna hjälpa sökandet efter ett botemedel. Serien lades ned efter 13 avsnitt på grund av meningsskiljaktigheter mellan TV-bolaget och seriens skapare J. Michael Straczynski.

## Rollista (urval)
- Gary Cole som Excaliburs kapten Matthew Gideon.
- Tracy Scoggins som repriserade sin roll från Babylon 5 som befälhavare Elizabeth Lochley.
- Daniel Dae Kim som den telepatiske löjtnanten John Matheson.
- Peter Woodward som Technomagen Galen.
- David Allen Brooks som arkeologen Max Eilersen.